# Freiheitskämpfer Lee Hoe-young
Freiheitskämpfer Lee Hoe-young (koreanisch 자유인 이회영, RR Jayuin I Hoyeong) ist eine fünfteilige südkoreanische Geschichtsserie, die zwischen dem 29. August und dem 12. September 2010 auf KBS1 ausgestrahlt wurde. Sie basiert auf dem Leben des koreanischen Unabhängigkeitskämpfers Lee Hoe-young, der mitsamt seiner Großfamilie nach der Annexion Koreas durch Japan sein ganzes Vermögen dafür aufwendete, um die Unabhängigkeit des Landes wieder zu erreichen. Es war die Letzte der von KBS produzierten „Noblesse oblige“-Serien, nach Die ehrenwerte Familie und Der große Händler. Am Ende wurde ein kurzer Dokumentarfilm über Lee Hoe-young  einschließlich eines Interviews mit seinen Söhnen Lee Kyu-chang und Lee Kyu-dong gezeigt.

## Handlung
Um die japanische Annexion Koreas im Jahr 1910 herum verkauft Lee Hoe-young zusammen mit seiner ganzen Familie den gesamten Familienbesitz und zieht in die Mandschurei, um von dort aus gegen die japanische Besatzungsmacht zu kämpfen. Er eröffnet eine Militärschule für die freiwilligen Unabhängigkeitskämpfer, darunter viele spätere Befehlshaber der koreanischen Unabhängigkeitsbewegung. Nach dem Ersten Weltkrieg wird er Mitglied der provisorischen koreanischen Regierung in Shanghai und später schließt er sich der anarchistischen Bewegung an, um anschließend im Untergrund zu operieren. 1932 beschließt er, den Kommandeur der japanischen Kwantung-Armee, Mutō Nobuyoshi, zu töten und versucht, nach Dalian zu gelangen. Seine Reise wird jedoch vorher bekannt und am Hafen von Dalian wird er von der japanischen Polizei verhaftet. Kurz danach stirbt er aufgrund von Folter im japanischen Konsulat.
Das Drama beginnt aus der Erzählperspektive des japanischen Kriegskorrespondenten Kimura Junpei, der Lee Hoe-young zunächst als Terroristen bezeichnet, später aber Bewunderung für seinen Mut entwickelt.

## Besetzung
(Die Namen in Fettschrift basieren auf tatsächlich existierten Personen; Die Pseudonyme sind in Anführungszeichen für einige Charaktere)
- Jung Dong-hwan als "Woodang" Lee Hoe-young (1867–1932)
- Ahn Jae-mo als Kimura Junpei
- Lee Ah-yi als Hong Jung-hwa
- Hong Il-kwon als "Hwaam" Jung Hyun-sub (1896–1981)
- Kwon Oh-joong als "Gupa" Baek Jung-ki (1896–1934)
- Choi Ik-joon als Lee Yong-joon
- Jung Seung-woo als Yoo Ki-moon
- Kim Kang-il als Sano
- Lee Jung-hwan als Hwa Kyoon-shil
- Lee Dae-ro als Lee Suk-yeong (1855–1934, Lee Hoe-young's älterer Bruder)
- Kim Jong-chan als Lee Kyu-chang (1913–2005, Lee Hoe-young's ältester Sohn)
- Jun Kwang-jin als Lee Kyu-seo (1912–1933, Lee Hoe-young's Neffe, Lee Suk-yeong's Sohn)
- Jung Jong-ryul als Hong Heung-soon
- Jo Young-jin als "Seongjae" Lee Si-yeong (1868–1953, Lee Hoe-young's jüngerer Bruder, späterer Vizepräsident der Republik Korea)
- Choi Il-hwa als General Kimura Endo (Junpei's Vater)
- Kim Kyu-chul als Büroleiter der Asahi Shimbun Shanghai
- Kim Ha-kyun als Ok Kwan-bin (Besitzer eines Arzneimittelgeschäfts in Shanghai)
- Jang Joon-ho als Suzuki
- Lee Jung-gil als Konsulatsangehöriger
- Kim Eung-soo als Hauptmann (später Major) Mitsuwa / Kim Pan-chul (japanischer Offizier der Spionageabwehr)
- Kim Byung-ki als Artillerie-Hauptmann Okuma
- Go In-beom als Wang Ah-cho
- Jung Heung-chae als Wang Jingwei
- Kim Kyung-ryong als Dam-yeob
- Lee Young-hoo als "Baekbeom" Kim Gu (1876–1949, mehrfacher Präsident der provisorischen koreanischen Regierung)